# UFC 82
UFC 82: Pride of a Champion è un evento delle arti marziali miste della Ultimate Fighting Championship (UFC) che è stato disputato il 1º marzo 2008 alla Nationwide Arena di Columbus, Stati Uniti d'America.
Il main event ha riguardato l'unificazione del titolo middleweight della UFC e di Pride, tra i rispettivi campioni Anderson Silva e Dan Henderson. Un altro match sancito per l'evento doveva essere quello tra Jon Fitch e Akihiro Gono, ma a causa di un infortunio alla mano in allenamento, Gono ha dovuto dare forfait ed è stato sostituito da Chris Wilson.
Durante l'evento, l'ex UFC Heavyweight Champion Mark Coleman è stato inserito nella UFC Hall of Fame ed è stato annunciato anche che Chuck Liddell tornerà a UFC 85 a Londra, in Inghilterra.

## Risultati

### Card preliminare
- Incontro categoria Pesi Leggeri:  Jorge Gurgel contro  John Halverson

Gurgel sconfisse Halverson per decisione unanime (29–28, 29–28, 30–27).
- Incontro categoria Pesi Welter:  Luke Cummo contro  Luigi Fioravanti

Cummo sconfisse Fioravanti per decisione unanime (30–27, 30–27, 30–27).
- Incontro categoria Pesi Welter:  Diego Sanchez contro  David Bielkheden

Sanchez sconfisse Bielkheden per sottomissione (colpi) a 4:43 del primo round.
- Incontro categoria Pesi Welter:  Josh Koscheck contro  Dustin Hazelett

Koscheck sconfisse Hazelett per KO Tecnico (colpi) a 1:24 del secondo round.
- Incontro categoria Pesi Massimi:  Andrei Arlovski contro  Jake O'Brien

Arlovski sconfisse O'Brien per KO Tecnico (colpi) a 4:17 del secondo round.

### Card principale
- Incontro categoria Pesi Welter:  Chris Wilson contro  Jon Fitch

Fitch sconfisse Wilson per decisione unanime (30–27, 29–28, 30–27).
- Incontro categoria Pesi Medi:  Evan Tanner contro  Yushin Okami

Okami sconfisse Tanner per KO (ginocchiata) a 3:00 del secondo round.
- Incontro categoria Pesi Medi:  Chris Leben contro  Alessio Sakara

Leben sconfisse Sakara per KO (pugni) a 3:16 del primo round.
- Incontro categoria Pesi Massimi:  Heath Herring contro  Cheick Kongo

Herring sconfisse Kongo per decisione divisa (29–28, 28–29, 29–28).
- Incontro per l'unificazione del titolo dei Pesi Medi UFC con il titolo dei Pesi Welter Pride:  Anderson Silva (UFC) contro  Dan Henderson (Pride)

Silva sconfisse Henderson per sottomissione (strangolamento da dietro) a 4:52 del secondo round e venne promosso a campione indiscusso dei pesi medi.

## Premi
Ai vincitori sono stati assegnati 60.000$ per i seguenti premi:
- Fight of the Night:  Anderson Silva contro  Dan Henderson
- Knockout of the Night:  Chris Leben
- Submission of the Night:  Anderson Silva